# Crnoplodna aronija
Crnoplodna aronija (lat. Aronia melanocarpa), jedna od četiri priznatih vrsta roda Aronije. Porijeklom je iz Sjeverne Amerike odakle se zbog svoje ljekovitosti počela širiti i po drugim državama (Rusija). U Hrvatskoj je ima na primjer u blizini Donjeg Miholjca uz rijeku Karašicu gdje postoje rasadnici i s tom biljkom.
A. melanocarpa grm je koji naraste maksimalno do 3 metra visine i 2,5 m širine. Ima crni plod, pa je nazivaju i crnoplodna aronija. Voli kisela i vlažna tla. Cvjetovi su bijele boje, okupljeni u grozdove, a pojavljuju se krajem travnja. Plod dozrijeva u kolovozu, sitan je a meso ploda ima intenzivnu crvenu boju i slatku do kiselkastu, trpku aromu. Ima velik udjel antocijana i vitamina P koji održava krvni sistem zdravim

## Sinonimi
- Adenorachis melanocarpa (Michx.) Nieuwl.
- Aronia arbutifolia var. nigra (Willd.) F.Seym.
- Aronia melanocarpa (Michx.) Britton
- Aronia melanocarpa (Michx.) Spach
- Aronia nigra (Willd.) Britton
- Aronia nigra (Willd.) Koehne
- Mespilus arbutifolia var. melanocarpa Michx.
- Mespilus arbutifolia var. nigra (Willd.) Britton
- Photinia melanocarpa (Michx.) K.R.Robertson & J.B.Phipps
- Pyrus arbutifolia var. melanocarpa (Michx.) Hook.
- Pyrus arbutifolia var. nigra Willd.
- Pyrus melanocarpa (Michx.) Willd.
- Sorbus melanocarpa (Michx.) Heynh.

## Podvrste
Postoje dvije podvrste čiji status još nije razriješen, tako da još nisu priznate
- Aronia melanocarpa var. grandifolia (Lindl.) C.K.Schneid.
- Aronia melanocarpa var. subpubescens (Lindl.) C.K.Schneid.

## Galerija
- A. melanocarpa
- A. melanocarpa
- A. melanocarpa
- A. melanocarpa

## Vanjske poveznice
|  | Zajednički poslužitelj ima još gradiva o temi Aronia melanocarpa |
|  | Wikivrste imaju podatke o taksonu Aronia melanocarpa             |